# Джош Макдермітт
Джош Макдермітт (англ. Josh McDermitt, нар. 4 червня 1978, Фінікс, Аризона, США) – американський актор кіно і телебачення та комік. Він найбільш відомий своєю роллю Юджина Портера в серіалі AMC «Ходячі мерці».

## Біографія
Макдермітт народився 4 червня 1978 року у Фініксі, штат Аризона. Він проживає в Лос-Анджелесі, штат Каліфорнія, де він є членом імпровізаційної комедійної групи Роберта Дауні-молодшого.

## Кар'єра
Макдермітт почав свою кар’єру в індустрії розваг, зателефонувавши в місцеве радіошоу у Фініксі «Тім і Віллі» в молодому віці. Звичайні виклики, прикриваючись різними голосами, Макдермітт утримував слухачів, а Тім і Віллі розважали. Невдовзі після цього він почав працювати з ними як продюсер, слідом за ними в KNIX і KMLE.
Макдермітт був півфіналістом у четвертому сезоні Last Comic Standing. Він зіграв роль Ларрі в телевізійному фільмі 2009 року «Реабілітація для відкинутих» . Потім Мак-Дермітт знявся в ситкомі «В 35 — на пенсію», зігравши роль Брендона. Шоу тривало два сезони з 2011 по 2012 роки, перш ніж було скасовано.
У жовтні 2013 року продюсери оголосили, що Макдермітт отримав роль Юджина Портера, персонажа з коміксу «Ходячі мерці». Він був головним актором від п'ятого до одинадцятого й останнього сезону. У лютому 2024 року стало відомо, що Макдермітт отримав роль Стюарта Лейна в новому пілотному серіалі NBC «Форс-мажори: Лос Анджелес», партнера Теда Блека роль якого грає Стівен Амелл.

## Фільмографія
| Рік       |    | Українська назва               | Оригінальна назва       | Роль           |
| --------- | -- | ------------------------------ | ----------------------- | -------------- |
| 2009      | тф | Реабілітація для відмовників   | Rehab for Rejects       | Ларрі          |
| 2009      | ф  | Меддісон Голл                  | Madison Hall            | Дерек Райтман  |
| 2010      | ф  | Залізна людина 2               | Iron Man 2              | Джон Фавро     |
| 2010      | кф | Подача                         | The Pitch               | Ерік           |
| 2011—2012 | с  | В 35 — на пенсію               | Retired at 35           | Брендон        |
| 2012      | тф | Король Ван Найса               | King of Van Nuys        | Евент          |
| 2012      | с  | Зроби це                       | Work It                 | Квінз Еймсі    |
| 2013      | кф | Третє колесо                   | The Third Wheel         | Марк           |
| 2014      | тф | Постріли в голову та наручники | Headshots and Handcuffs | Капітан Колінз |
| 2014      | с  | Божевільні                     | Mad Men                 | Джордж Пейтон  |
| 2014—2022 | с  | Ходячі мерці                   | The Walking Dead        | Юджин Портер   |
| 2015      | ф  | Життя в кольорі                | Life in Color           | Гомер          |
| 2016      | ф  | Середній чоловік               | Middle Man              | Ті Берд        |
| 2017      | с  | Твін Пікс: Повернення          | Twin Peaks              | Вейс           |
| 2017      | мс | Робоцип                        | Robot Chicken           | Юджин Портер   |
| 2019      | с  | Дітки в порядку                | The Kids Are Alright    | Містер Крейн   |
| 2021      | с  | Калейдоскоп жахів              | Creepshow               | Гарлан Кінг    |
| 2024      | ф  | Лілі                           | Lilly                   | Ден Макгінт    |
| 2025      | с  | Форс-мажори: Лос Анджелес      | Suits: L.A.             | Стюарт Лейн    |